# Central hidroeléctrica Pehuenche
La central hidroeléctrica Pehuenche es una obra de ingeniería transformadora de energía hidráulica en eléctrica ubicada en el río Melado, en la cuenca del río Maule de la Región del Maule. 
Comenzó a operar en 1991 con una capacidad de 570 MW. Actualmente genera 699 MW y es la segunda en tamaño entre las plantas generadoras de energía eléctrica en base a fuerza hidráulica.

Embalses y centrales hidroeléctricas en la cuenca del río Maule.